# گروه صنعتی سدید
گروه صنعتی سدید (انگلیسی: Sadid Industrial Group) شرکت هلدینگ ایرانی است، که در زمینه ارائه خدمات مهندسی و ساخت نیروگاه، پالایشگاه گاز طبیعی، کارخانجات صنعتی، پمپ و توربین، ارائه خدمات مالی و سرمایه‌گذاری، بازرگانی و تدارکات کالا، تولید خطوط لوله، همچنین پیمانکار عمومی و اجرای پروژه‌های ئی‌پی‌سی فعالیت می‌نماید.
شرکت سدید در سال ۱۳۴۲ تحت عنوان کارخانه ماشین‌سازی فتحی و پسران تأسیس شد، در سال ۱۳۶۴ نام آن به شرکت تولیدی و صنعتی پروفیل نیمه سبک و لوله‌سازی ایران تغییر کرد و در سال ۱۳۶۸ ساختار این شرکت به یک هلدینگ صنعتی تغییر یافت. گروه سدید از سال ۱۳۷۲ اقدام به خریداری و ادغام چندین شرکت صنعتی و پیمانکاری نمود و هم‌اکنون مالک اکثریت سهام شرکت‌های تسدید (صنایع دریایی )، صنایع فولاد گسترش، لوله‌سازی ماهشهر، صبا نیرو، فالق‌صنعت می‌باشد.